# Roy Stroeve
Roy Stroeve (Emmen, 15 mei 1977) is een voormalig Nederlandse profvoetballer die als aanvallende middenvelder en/of aanvaller speelde.

## Loopbaan
Stroeve kwam uit voor Emmen, Heracles Almelo, Sparta Rotterdam, ADO Den Haag en laatstelijk voor FC Emmen. Hij is middenvelder en aanvaller. Bij FC Emmen was hij van 2006 tot 2010 tevens aanvoerder van het team. Na afloop van zijn contract besloot hij te stoppen met betaald voetbal, en ging vervolgens spelen voor HHC Hardenberg, Staphorst en DZOH. Bij DZOH voetbalde hij weer samen met zijn vriend Berry Hoogeveen.

## Clubstatistieken
| seizoen | club             | land      | competitie     | wedstrijden | doelpunten |
| ------- | ---------------- | --------- | -------------- | ----------- | ---------- |
| 1994/95 | Emmen            | Nederland | Eerste divisie | 5           | 2          |
| 1995/96 | Emmen            | Nederland | Eerste divisie | 4           | 1          |
| 1996/97 | Emmen            | Nederland | Eerste divisie | 6           | 1          |
| 1997/98 | Emmen            | Nederland | Eerste divisie | 17          | 4          |
| 1998/99 | Emmen            | Nederland | Eerste divisie | 32          | 9          |
| 1999/00 | Sparta Rotterdam | Nederland | Eredivisie     | 19          | 0          |
| 2000/01 | Sparta Rotterdam | Nederland | Eredivisie     | 2           | 0          |
| 2001/02 | Heracles Almelo  | Nederland | Eerste divisie | 34          | 17         |
| 2002/03 | ADO Den Haag     | Nederland | Eerste divisie | 34          | 17         |
| 2003/04 | ADO Den Haag     | Nederland | Eredivisie     | 31          | 10         |
| 2004/05 | ADO Den Haag     | Nederland | Eredivisie     | 32          | 5          |
| 2005/06 | ADO Den Haag     | Nederland | Eredivisie     | 28          | 5          |
| 2006/07 | FC Emmen         | Nederland | Eerste divisie | 38          | 11         |
| 2007/08 | FC Emmen         | Nederland | Eerste divisie | 32          | 12         |
| 2008/09 | FC Emmen         | Nederland | Eerste divisie | 37          | 13         |
| 2009/10 | FC Emmen         | Nederland | Eerste divisie | 31          | 8          |

## Erelijst

### Met ADO Den Haag
| Nationaal               |    |         |
| Kampioen Eerste Divisie | 1x | 2002/03 |

### MetEmmen
| Nationaal                |    |         |
| Runner-up Eerste Divisie | 1x | 1995/96 |